# ウクライナ人の一覧
本記事では、現在のウクライナに相当する領域出身の人物を一覧とする（必ずしも民族的ウクライナ人とは限らない）。

## ア行

### ア
|  | オレクサンドル・アーキペンコ Олександр Архипенко | 1887年 - 1964年。彫刻家、グラフィック・アーティスト。ピュトー・グループの一員。                   |
|  | ダヌィーロ・アポーストル Данило Апостол          | 1654年 - 1734年。ウクライナ・コサックの棟梁。コサック国家のヘーチマン。「独眼の頭領」と呼ばれた。 |

- アッラ・アレクサンドロフスカ（英語版） - 政治家。ウクライナ共産党所属。ハリコフ出身

### イ
|  | アンドリー・イェリョーメンコ Андрій Єрьоменко    | 1892年 - 1970年。ソ連の元帥。ソ連邦英雄。                               |
|  | オレクサンドル・イーウチェンコ Олександр Івченко | 1903年 - 1968年。ソ連の航空機設計者。国営企業「プロフレース」の創立者。 |

- ヴォロドィームィル・イェルチェーンコ（ウクライナ語版、英語版） - 外交官。現在、アメリカで駐米大使を務める

### ウ
|  | セルヒー・ヴァシリキウシキー Сергій Васильківський | 1854年 - 1917年。ウクライナの画家。                                            |
|  | イヴァン・ヴィホーウシキー Іван Виговський         | ? ‐1664年。コサック国家の元首、ザポロージャ・コサックの将軍（1657年‐1659年）。 |
|  | レーシャ・ウクライーンカ Леся Українка             | 1871年 - 1913年。ウクライナの女性作家、詩人。『森の歌』の詩劇で知られる。      |

- ヴォロディミル・ヴィンニチェンコ（ウクライナ語版、ロシア語版、英語版） - 1880年 - 1951年。政治家で革命家。作家であり劇作家でもあった
- クリメント・ヴォロシーロフ - 1881年1月23日(グレゴリオ暦2月4日) - 1969年12月2日。ソビエト連邦時代の軍人、政治家。ソ連邦元帥（1935年 - 1961年）。
- マルコ・ヴォフチョク - 作家
- リュドミラ・ノヴィツカ・ウセンコ（ウクライナ語版、ロシア語版） - 医師。ドニプロペトロフスク医学研究所（ウクライナ語版）所長（学長）でもある。かつてはソビエト活動家の一人であった
- モイセイ・ウリツキー - ソ連共産党の活動家。ユダヤ人

### エ
|  | エメリヤーエンコ・ヒョードル Федір ЄмельяненкоФёдор Емельяненко | 1976年 - 。ロシアの男性総合格闘家、サンボ選手、柔道家。 |

### オ
|  | ヴォロディーミル・オフリズコ Володимир Огризко | 1956年 - 。ウクライナの外交官。外務大臣（2007年 - 2009年）。 |

- アビブッラー・オダバシュ（ウクライナ語版） - クリミア・タタール人の民族活動家。偽名でティムルジャン（Тимурджан）ならびに チャータルヌィイ（Чатыр-Тавлы）の姓を名乗っていた事がある

## カ行

### カ
- セルゲイ・カーメネフ - 軍人。ソビエト軍の指導者。キエフ県出身
- スタニスラフ・カシュタノフ - プロボクサー（元WBA世界スーパーミドル級暫定王者）
- イスマイル・ガスプリンスキー - クリミア・タタール人の社会運動家で20世紀初め頃に活動していた。また、著述家でもあった
- ニコライ・カプースチン - 作曲家、ピアニスト。ホールリウカ出身
- ゲオルギー・ガポン - ロシア正教会司祭
- ミハイル・カメンスキー - ロシアにおける革命家の一人でユダヤ系。キエフ県シポーラ（ロシア語版）出身
- ボリス・フィリッポヴィチ・カラチ（ロシア語版） - ソ連時代の軍人（軍属）。ソ連邦英雄。チェルニーヒウ州ホロドニャ地区（ウクライナ語版）ホロドニャ（ウクライナ語版、英語版）出身

### キ
- ニコライ・ギカロ - ソビエト連邦の政治家の一人。ロシア帝国時代は革命家であった
- ジェファー・キリマー（ウクライナ語版、ロシア語版） - 民族運動家。クリミア・タタール人の民族解放運動指導者で、本名はジャファル・セイダメット（Джафе́р Сейдаме́т）。作家としても活動していた。タヴリダ県出身
- ミハイル・ギルチャ（ロシア語版） - 帝政ロシアの弁護士。科学者でもあった。

### ク
|  | レオニード・クチマ Леонід Кучма         | 1938年 - 。ウクライナの政治家。第2代ウクライナ大統領。      |
|  | ナターシャ・グジー Наталія Гудзій       | 1980年 - 。日本で活動する歌手、バンドゥーラ奏者             |
|  | レオニード・クラフチュク Леонід Кравчук | 1934年 - 。ソ連・ウクライナの政治家、ウクライナ初代大統領。 |
|  | オルガ・キュリレンコ Ольга Куриленко    | 1979年 - 。ファッションモデル、女優。                       |

- ミラ・クニス - 女優
- ビャチェスラフ・グラスコフ - プロボクサー
- ボリス・クラスニャンスキー（ウクライナ語版） - エコノミスト。同国における米国商工会議所（英語版）の理事会に所属している。また、同国内閣府（ウクライナ語版）における投資家評議会のメンバーの一人でもある
- ソロミヤ・クルシェルニツカ - ソプラノ歌手

### コ
- ドミトリー・コザク - 政治家
- イヴァーン・コジェドゥーブ - ソ連のエース・パイロット
- ヴィクトル・コチュベイ - 帝政ロシア時代の政治家。貴族である。
- アンドレアス・コテルニク - プロボクサー（元WBA世界スーパーライト級王者）
- ニコラエ・ボシェ・コドレアヌ（ルーマニア語版、英語版） - 19-20世紀の政治家
- イェヴヘーン・コノヴァーレツ - 政治家で革命家。ウクライナ軍事組織（UVO）指導者
- オレクサンドル・コブザル（ウクライナ語版、ロシア語版） - 演劇・映画俳優。監督としても活動。オレクサンドル・コブザール、アレクサンドル・コブザールとも表記される
- ルスラン・コムチャック - ウクライナの軍人

|  | ニコライ・ゴーゴリ Микола Гоголь                  | 1809年 - 1852年。ウクライナのロシア語作家。『ディカーニカ近郷夜話』、『タラス・ブーリバ』、『外套』、『死せる魂』などの小説で知られる。 |
|  | イヴァン・コトリャレーウシキー Іван Котляревський | 1769年 - 1838年。近代ウクライナ文学の祖。ウクライナ語の口語で書かれた『エネイーダ』の著者。                                             |
|  | セルゲイ・コロリョフ Сергій Корольов              | 1907年 - 1966年。ソビエト連邦の最初期のロケット開発指導者。                                                                             |

## サ行

### サ
- アナトリー・サヴェンコ（ロシア語版） -  帝政ロシア時代の政治家。アナリストでもあり、民族主義団体の代表を務めていた。ポルタヴァ県・ペレヤスラウ＝フメリニツキー出身
- ヴィクトル・A・サドーヴニチィ - ロシアの数学者

|  | ペトロー・サハイダーチヌイ Петро Сагайдачний | 1570年 - 1622年。ウクライナ・コサックの棟梁。ウクライナ海軍の開祖。 |

- ヴァレリー・ザルジニー - ウクライナの軍人
- ウラジーミル・サルスキー（ウクライナ語版、ロシア語版） -  軍人。ウクライナ人民共和国時代の戦歴が広く知られている。ロシア帝国ヴォルィーニ県（現ウクライナ・リウネ州オストロフ）出身
- ニキータ・サログル（ウクライナ語版、ロシア語版、ルーマニア語版） - ソ連時代の政治家。MSSR共産党の書記官を務めた。ロシア帝国ヘルソン県出身

### シ
|  | アンドリー・シェフチェンコ Андрій Шевченко | 1976年 - 。ウクライナの元サッカー選手、サッカー指導者。選手としてはFCディナモ・キーウ、ACミランなどで活躍し、2004年にバロンドールを受賞した。 |
|  | タラス・シェフチェンコ Тарас Шевченко      | 1814年 - 1861年。ウクライナの詩人、画家。標準ウクライナ語を確立させた。ウクライナ最大の詩人。                                                 |

- ペトロ・シェレスト
- イーゴリ・シコールスキイ
- ウラジーミル・シチェルビツキー
- ニコライ・シチョーロコフ - ソ連の政治家。
- ウラジミール・シドレンコ - プロボクサー。2000年シドニー五輪銅メダリスト。現WBA世界バンタム級チャンピオン。
- ゼエヴ・ジャボチンスキー - ユダヤ系の作家で、詩人・翻訳家としての面も持つ。かつてはシオニストの指導者でユダヤ民族軍事組織エツェルに所属していた。
- オットー・シュトルーベ - 家自体はアルトナの出身、プルコヴォ（ロシア語版）に居住した。
- ミラ・ジョヴォヴィッチ - モデル。モンテネグロ人。
- セルゲイ・ジンジラク - プロボクサー。現世界チャンピオン。

### ス
- ウラジーミル・スカチョフ（ウクライナ語版、ロシア語版、英語版） - 19-20世紀の工学者でソビエト社会主義共和国連邦科学アカデミー所属者。植物・生態学者でもあった。ロシア帝国・ハリコフ県（ロシア語版）アレクサンドロフカ出身
- ウラジーミル・プラトノヴィチ・スカチョフ（ロシア語版） - イルクーツク美術館（ロシア語版）創始者、慈善家。コレクターでもあった

- ボリス・スカチョフ（ウクライナ語版、ロシア語版） - ソ連時代の政治家。社会主義労働英雄

|  | フリホリー・スコヴォロダ Григорій Сковорода | 1722年 - 1794年。ウクライナの哲学者、文人、詩人。「ウクライナのソクラテス」。 |

- ボグダン・スタシンスキー - 1931年 - 。 元KGB将校。ポーランド・リトアニア共和国領ガリツィア（現リヴィウ州）出身。1959年、ミュンヘンでステパン・バンデラを暗殺した。
- ミハイル・スタレンキ（ルーマニア語版、英語版） - 帝政ロシア時代の政治家。カメニツァ（Cameniţa：現在のカメネツ・ポドリスキー）出身である
- オリハ・ステファニシナ - 政治家、弁護士。

|  | ガリーナ・ズブチェンコ Галина Зубченко | 1929年 - 2000年。ウクライナの画家。 |

### セ
|  | ヴェールカ・セルヂューチュカ Вєрка Сердючка       | 1973年 - 。ウクライナの歌手                              |
|  | ウォロディミル・ゼレンスキー Володимир Зеленський | 1978年 - 。元コメディアン・俳優。第6代同国大統領を務める |

## タ行

### タ
- ニコライ・ダビデンコ
- ステファニヤ・トゥルケヴィチ：作曲家、音楽理論家。リヴィウ大学で学び音楽の博士号を取得したウクライナ人初の女性作曲家とされる。彼女の音楽はソ連で公開が禁止されていた。

### チ
- ノーマン・チェレビジハン - 20世紀初頭の民族運動家、政治家。クリミア・タタール人でありペレコープ出身。
- アンドレイ・ロマノヴィチ・チカチーロ - 連続殺人犯。ロシア・ウクライナ・ウズベキスタンに跨り、女性や子ども50人以上を殺害した。

|  | モトローナ・チャプリーンシカ Мотрона Чаплинська | ？ - 1651年。ウクライナ・コサックの棟梁ボフダン・フメリニツキーの妻。フメリニツキーの乱の原因となった。 |
|  | マルーシャ・チュラーイ Маруся Чурай             | 1625年 - 1653年。ウクライナの歌手・詩人。「ウクライナのサッフォー」とも呼ばれる。                       |

### テ
- オレクサンドル・ディオルデツァ（ロシア語版、ルーマニア語版、ポーランド語版、英語版）：政治家。モルダヴィア・ソビエト社会主義共和国の閣僚理事会議長や外務大臣を務めた
- ユーリヤ・ティモシェンコ：ウクライナ首相。父はアルメニア人、母はロシア人

### ト
|  | オレクサンドル・トゥルチノフ Олександр Турчинов | 1964年 - 。政治家。同国保安庁（秘密警察）長官を始め、首相代行や大統領代行などの役職を歴任している |

- ステファニヤ・トゥルケヴィチ - ウクライナ最初の女性作曲家だと認識されている音楽家
- テオドシウス・ドブジャンスキー - ソ連時代の学者。遺伝学・進化生物学者で、ネオダーウィニズムの発展に中心的貢献をした人物として広く知られている

|  | ペトロー・ドロシェーンコ Петро Дорошенко | 1627年 - 1698年。コサック国家の元首、ザポロージャ・コサックの将軍（1665年 ‐ 1676年）。 |

- ミハイル・トゥガン＝バラノフスキー - 経済学者・社会主義者
- ウラジーミル・トゥクマコフ - チェスプレーヤー。ユダヤ系

## ナ行

### ナ
|  | セヴェルィーン・ナルィヴァーイコ Северин Наливайко | ？ - 1596年。ウクライナ・コサックの頭領。ナルィヴァーイコの乱の指導者。 |

### ニ
- ヴァーツラフ・ニジンスキー

### ネ
- ヘンリフ・ネイハウス （ピアニスト）

### ノ
- ニコライ・ノソフ（ウクライナ語版、ロシア語版） - ソ連時代の児童文学作家。散文家でもあり、 劇作家や映画脚本家としての一面もあった

## ハ行

### ハ
- ハイタナ - 歌手。シンガーソングライター

|  | リュドミラ・パヴリチェンコ Людмила Павліченко | 1916年 - 1974年。ソ連の軍人、狙撃手。史上最高の女性スナイパー。ソ連邦英雄。                                         |
|  | ステパン・バンデラ Степан Бандера             | 1909年 - 1959年。ウクライナの政治家、ウクライナ民族主義者組織の総裁。20世紀半ばのウクライナ民族解放運動のシンボル。 |

- アンジェリカ・バラバーノフ - ロシアの革命家
- ポール・A・バラン（のちポーランド国籍）
- ユーリー・バルエフスキー
- アンドリーイ・バンデーラ - ウクライナの聖職者

### ヒ
- イリーナ・ビリク - 歌手
- エレーナ・ビトリチェンコ - 新体操選手
- ゲオルギー・ピャタコフ - ソビエト連邦の政治家・革命家
- レオニード・ピャタコフ（ウクライナ語版） - ソビエト連邦の政治家・革命家。ゲオルギー・ピャタコフは彼の弟に当たる

### フ
|  | セルゲイ・ブブカ Сергій Бубка                      | 1963年 - 。ウクライナの陸上競技選手。男子棒高跳の世界記録保持者。「鳥人」と呼ばれた。                                   |
|  | ボフダン・フメリニツキー Богдан Хмельницький       | 1595年 - 1657年。ウクライナ・コサックの棟梁。フメリニツキーの乱の指導者。コサック国家の初代元首。                       |
|  | イヴァン・フランコ Іван Франко                     | 1866年 - 1916年。ウクライナの詩人、翻訳者、言語学者。オーストリア・ハンガリーにおけるウクライナ民族解放運動の第一人者。 |
|  | イヴァン・ブリュホヴェーツィキー Іван Брюховецький | 1623年 ‐ 1668年。コサック国家の元首、ザポロージャ・コサックの将軍（1663年 ‐ 1668年）。                                  |
|  | オレグ・ブロヒン Олег Блохін                       | 1952年 - 。ソ連・ウクライナの元サッカー選手、サッカー指導者。1975年のバロンドール受賞者。                               |

- アンドレイ・フィラトフ（ウクライナ語版、ロシア語版、英語版、フランス語版） - 企業家。現在、ロシア・ムルマンスク州を本拠とする企業「トゥロマ（ロシア語版）」の会長を務める
- ドミトロ・フィルタシュ （ウクライナ語版、ロシア語版） - 実業家。オリガルヒであり、GFD（ウクライナ語版）理事会会長を務める。かつては同国の銀行の一つ「ナドラ銀行（ウクライナ語版）」の共同経営者の一人であった
- ティーミシュ・フメリニツキー（ウクライナ語版、ロシア語版） - ウクライナ・コサック。ボフダン・フメリニツキーの息子である
- コンスチャンティン・プリソフスキー - ロシア、ウクライナの軍人
- ニコラーイ・ブリャーク
- オレクサンドル・ハリキフ（ウクライナ語版、ロシア語版、英語版） -  ギリシャ系の軍人。軍司令官で軍事教授でもあった。ウクライナ史における最も著名な人物の一人として知られている
- ミハイロ・フルシェフスキー - 歴史学者、政治家
- レオニード・ブレジネフ - ソ連時代の政治家
- ウラジーミル・ペトロヴィッチ・プレスニヤコフ（ロシア語版） - ロシアで活動中の作曲家。ソ連時代のホドリウ（ロシア語版、英語版）出身

### ヘ
- ヴォイツェフ・ベヴジュク - 軍人
- アレクサンドル・ベズボロドコ - ロシア帝国の宰相（ロシア語版、英語版）
- シモン・ヴァシーリエヴィチ・ペトリューラ - 民族主義者
- イェヴヘーン・ペトローシェーフィチ（ウクライナ語版、ロシア語版、英語版）　- 1863年 - 1940年。政治家で弁護士でもあった。ガリツィア（現リヴィウ州ブシク地区（ウクライナ語版、ロシア語版）ブシク）出身。ロシア語ではエフゲニー・ペトルシェヴィチと明記される
- イーゴリ・ベラノフ - 元サッカー選手。1986年のバロンドール受賞者。
- アルトゥル・ベルクト - ヴォーカリスト。ヘヴィメタルやハードロックをメインに活動
- マクシム・ベレゾフスキー - 作曲家・歌手・ヴァイオリニスト

### ホ
- イワン・ボディウル（ルーマニア語版、英語版） - ソビエト連邦の政治家。モルダビア・ソビエト共産党中央委員会の第一官僚として活動していた
- ニコライ・ポドゴルヌイ - ソビエト連邦の政治家

|  | イヴァン・ボフーン Іван Богун          | 1608年 - 1664年。ウクライナ・コサックの司令官。フメリニツキーの乱の指揮者の一人。   |
|  | パーヴェル・ポポーヴィチ Павло Попович | 1930年 - 2009年。ソ連の宇宙飛行士、空軍少将である。初めて宇宙に行ったウクライナ人。 |

- イゴール・ボブチャンチン - 総合格闘家
- マルキャン・ボリシコ - 大鵬の父
- アンドレイ・イワノヴィチ・ ボリソフ（ウクライナ語版） - 貴族出身の将校。デカブリスト。
- ドミトリー・ボルトニャンスキー - 作曲家
- ペトロー・ボルボチャーン - ウクライナの軍人
- ウラジーミル・ボレヴァノフ - 地質学者、企業家、政治家。

|  | ペトロ・ポロシェンコ Петро Порошенко      | 1965年 - 。政治家。ウクライナ有数の富豪としても知られている。ピョートル・ポロシェンコとも。同国の第5代大統領を務めていた。 |
|  | セルゲイ・ボンダルチュク Сергей Бондарчук | 1920年 - 1994年。映画監督、脚本家。初期は俳優として活動していたことがあった。                                              |

## マ行

### マ
|  | イヴァン・マゼーパ Іван Мазепа | 1639年 - 1709年。ウクライナ・コサックの棟梁。正教会の保護者。大北方戦争でスウェーデンに味方してロシアと戦った。 |

- アントン・マカレンコ（マカーレンコ、セミョーノヴィチ） - 集団主義教育思想家
- ネストル・マフノ - アナキスト、革命家。ロシア革命期のウクライナ最大の革命勢力のマフノ運動のリーダー。
- アレクサンドラ・マリーニナ
- イーゴリ・マルケヴィチ（マルケーヴィチ）
- イェヴヘーン・マルチューク - 政治家、軍人

### ミ
- ミコラ・ミフノフスキー（ウクライナ語版、ロシア語版、英語版） - 活動家。弁護士など公的な役職を務めた他、ウクライナ革命党（ウクライナ語版、ロシア語版）（RUE）の創設に携わった。ウクライナのナショナリズム（ロシア語版）提唱者でもある。
- ボリス・ミリューチン（ウクライナ語版、ロシア語版） - 指揮者。主にモルダヴィア・ソビエト社会主義共和国で活動していた。また、キシナウ音楽院（ルーマニア語版、ウクライナ語版）で教師を務めた経歴を持つ

### ム
- イワン・ミコライチュク - 俳優
- ユーリ・イグナティエヴィチ・ムキン（ウクライナ語版、ロシア語版） - 政治家。作家でありジャーナリスト。ソ連時代は発明家としても活動していた

### メ
- エマヌエル・メッテル - 音楽家
- アンドレイ・メドベデフ
- アンドリーイ・メーリヌィク（ウクライナ語版、ロシア語版） - 政治家

### モ
- ヨシフ・モルドヴィチ（ロシア語版、ポーランド語版） - ソ連時代の政治家。軍人としての階級は大佐。ソビエト州保安機関の代表責任者を務めており、かつてはモルダヴィア・ソビエト社会主義共和国のKGB議長や国家保安大臣でもあった。イオシフ・モルドヴィッチとも称される。ドニプロペトロウシク州ネディボダ（ロシア語版）出身

## ヤ行

### ヤ
|  | ヴィクトル・ヤヌコーヴィチ Віктор Янукович | 1950年 - 。政治家。第4代大統領である。 |

### ユ
|  | ヴィクトル・ユシチェンコ Віктор Ющенко | 1954年 - 。政治家。第3代大統領として活動していた。 |

## ラ行

### ラ
- パーヴェル・ラザレンコ - 政治家、元首相
- ラリサ・ラチニナ - 体操選手

### リ
- クラリッセ・リスペクトール - 小説家。ポジーリャの貧寒地として知られるチェチェリニク（ウクライナ語: Чечерик,英語: Checheryk）の生まれであり、ブラジルへ移住している

|  | セルジュ・リファール Сергій Лифар | 1905年 - 1986年。フランスの舞踏家・振付師・バレエ教師。「舞の神」と呼ばれた。 |

- ヴァレンティーナ・リシッツァ - ピアニスト
- ミコラ・リセンコ - 作曲家、ピアニスト
- アナトール・リトヴァク - キエフ出身のフランスの映画監督
- スヴャトスラフ・リヒテル - ピアニスト。ドイツ人
- ユーリ・リベディンスキー（ロシア語版） - ソ連時代の作家。ジャーナリストとしても活動しており、主に戦争ジャーナリストの経歴が知られている。帝政ロシア時代のオデッサ出身でユダヤ系。
- パナース・リューブチェンコ - ボロチビストの指導者の一人で、ウクライナ社会主義ソビエト共和国の首相。大粛清で自殺
- アルヒープ・リューリカ - ソ連の技術者

### ル
- トロフィム・ルイセンコ - 農学者

### レ
- イヴァン・ネチューイ=レヴィツキー - 作家
- マイコラ・レオントーヴィッチュ - 作曲家
- イリヤ・レーピン - 画家・彫刻家。ロシア帝国ハリコフ県（ロシア語版）の出身で、移動派を代表する芸術家として知られている
- セルゲイ・レブロフ - 元サッカー選手、サッカー指導者。

### ロ
- ソフィーヤ・ロタール - 歌手。モルドバ系
- ヴァレリー・ロバノフスキー - 元サッカー選手、サッカー指導者。ウクライナ代表監督などを務めた。
- オルガ・ロモノソヴァ（ウクライナ語版、ロシア語版） - 女優。現在、ロシアの映画・演劇をメインに活動。元はバレエダンサーであった